# Charles Van Herck
Charles Van Herck  (Antwerpen, 7 april 1884 – aldaar, 4 september 1955) was een Belgisch verzamelaar en kunsthandelaar uit Antwerpen. Als verzamelaar richtte Charles Van Herck zich voornamelijk tot ontwerptekeningen en -modellen uit de 17e en 18e eeuw. In 1996 en 1997 werd het grootste deel van de collectie door Alfons Van Herck verkocht aan het Erfgoedfonds van de Koning Boudewijnstichting met als intentie de collectie samen te houden.

## Leven

### Jeugd
Charles Van Herck werd geboren op 7 april 1884 geboren in Antwerpen. Kleinzoon van Jan Frans Van Herck (1824-1903) en zoon van Eugène Van Herck (1854-1941), beiden kunsthandelaars en eigen zaakvoerders in de stad Antwerpen. Frans Van Herck bouwde zijn drogisterij om tot een bloeiende kunsthandel en Eugène Van Herck startte zijn eigen zaak in 1882 op de Melktmarkt en later in 1891 op de Meir.

### Eugene Van Herck en Zonen
In 1902 ging Charles Van Herck samen met zijn broer Louis Van Herck aan de slag in de winkel van zijn vader Eugène Van Herck en Zonen en werd zo van vroegs af aan omringd door kunst. In 1911 trouwt Charles met Mia Huybrechs. Tijdens de Eerste Wereldoorlog verhuisde Charles Van Herck samen met zijn familie naar Engeland waar hij tot na afloop van de oorlog zou verblijven. Kort na hun terugkeer naar Antwerpen in 1919 besloot Eugene Van Herck de leiding van zijn zaak over te geven aan beide zonen. In 1941 stierf Eugene Van Herck en in 1942 Louis Van Herck. Tot in 1945 zette Charles samen zijn zoon Alfons Van Herck en de zonen van zijn broer Louis de zaak verder. In 1945 werd de zaak echter ontbonden.

### Charles Van Herck en Zoon
Twee jaar later opende Charles Van Herck in 1947 samen met zijn zoon een eigen zaak op: Charles Van Herck en Zoon in de Leopoldstraat 75 te Antwerpen en bouwde ondertussen ook zijn eigen kunstcollectie verder uit. In de jaren die volgen zal Charles Van Herck zijn collectie uitbreiden om bij zijn dood meer dan 700 terracottabeelden en ontwerptekeningen te bevatten.

## Collectie Van Herck
Naast verkoper van kunst was Charles Van Herck ook een groots verzamelaar. Ontstaan uit zowel het legaat van zijn vader en grootvader en het zelf aankopen van stukken ontwikkelde Charles Van Herck een grote verzameling die zich spreid van de 17e tot 19e eeuw, van maniërisme en barok tot rococo en neoclassicisme. de verzameling voornamelijk uit ontwerpen voor sculpturen en kerkmeubilair door Zuid-Nederlandse en bij uitstek Antwerpse kunstenaars. In de collectie is werk opgenomen van onder andere Lucas Faydherbe, Arthus Quellinus, Jan-Peter van Bauerscheit, Michiel Vandervoort en Laurent Delvaux.
Het grootste deel van de collectie bestaat uit ontwerpen voor sculpturale decoratie van religieuze gebouwen maar er zijn ook werken met een profane iconografie. Deze werken zijn voornamelijk geïnspireerd op de klassieke oudheid en beelden personages of scènes uit de klassieke mythologie uit. Voorbeeld hiervan is de Buste van Hercules, Gehelmde Minerva en Apollo en Python. Doordat ontwerpen en studies vaak niet verspreid werden door hun makers en/of vernietigd werden na het afronden van een project, vormt deze collectie een unieke getuigenis van de – anders onbelichte – 17e- en 18e-eeuwse kunstproductie.
Na de dood van Charles Van Herck in 1955 nam zijn zoon Alfons Van Herck de zorg voor de collectie over van zijn vader. Al snel werd hij benaderd door verschillende internationale musea met de wens stukken uit de collectie te verwerven. Maar met dat het de wens was van de familie om de gehele collectie samen te houden in Antwerpen werd er naar een mogelijke oplossing gezocht. Dankzij de inspanningen van conservator Frans Baudouin was het mogelijk om de familiewens te vervullen en werd met behulp van het Erfgoedfonds van de Koning Boudewijnstichting de collectie als geheel verworven.
Sinds 2000 werden onder dit initiatief en met hulp van het Erfgoedfonds de stukken in de collectie verdeeld onder drie grote Antwerpse Musea. De beeldengroep zal een nieuwe thuis krijgen in het gerenoveerde Koninklijke Museum voor Schone Kunsten te Antwerpen. De Buste van Hercules (van de hand van Lucas Faydherbe) bevindt zich in het Rubenshuis en de grote verzameling ontwerptekeningen werden toevertrouwd aan het museum Plantin-Moretus. Door het verspreiden zullen de werken gevaloriseerd en publiek tentoongesteld worden in een gepaste context, maar blijft de collectie alsnog samen in Antwerpen, zoals gewenst door de erfgenamen.

#### Terracotta's
De collectie van Charles Van Herck bestaat deels uit een 100-tal bozzetti en modelli van zowel seculiere als religieuze aard. Dit zijn modelvormen die inzicht bieden op het creatieproces van de kunstenaar en gelden vaak als studie voor het finale werk. Bozetti zijn vluchtige studies in klei, terwijl modelli meer geavanceerde en gedetailleerde versies zijn van het uit te werken idee. Verschillende van de tekeningen zijn te koppelen aan het uiteindelijk resultaat zoals het Voorontwerp voor het beeld van aartsbisschop Andreas Cruesen van diens grafmonument in de Sint-Romboutskathedraal van de hand van Lucas Faydherbe.
Deze bozetti werden omwille van hun vluchtig karakter en dienst als ontwerpstudie vaak na voltooiing van het werk vernietigd. Bij de heropening van het vernieuwde en gerenoveerde Koninklijke museum voor Schone Kunsten te Antwerpen zal een gehele zaal toegewijd worden aan bozetti, waarbij verschillende stukken uit de collectie Van Herck deel zullen worden van de vaste opstelling.

##### Topstukken

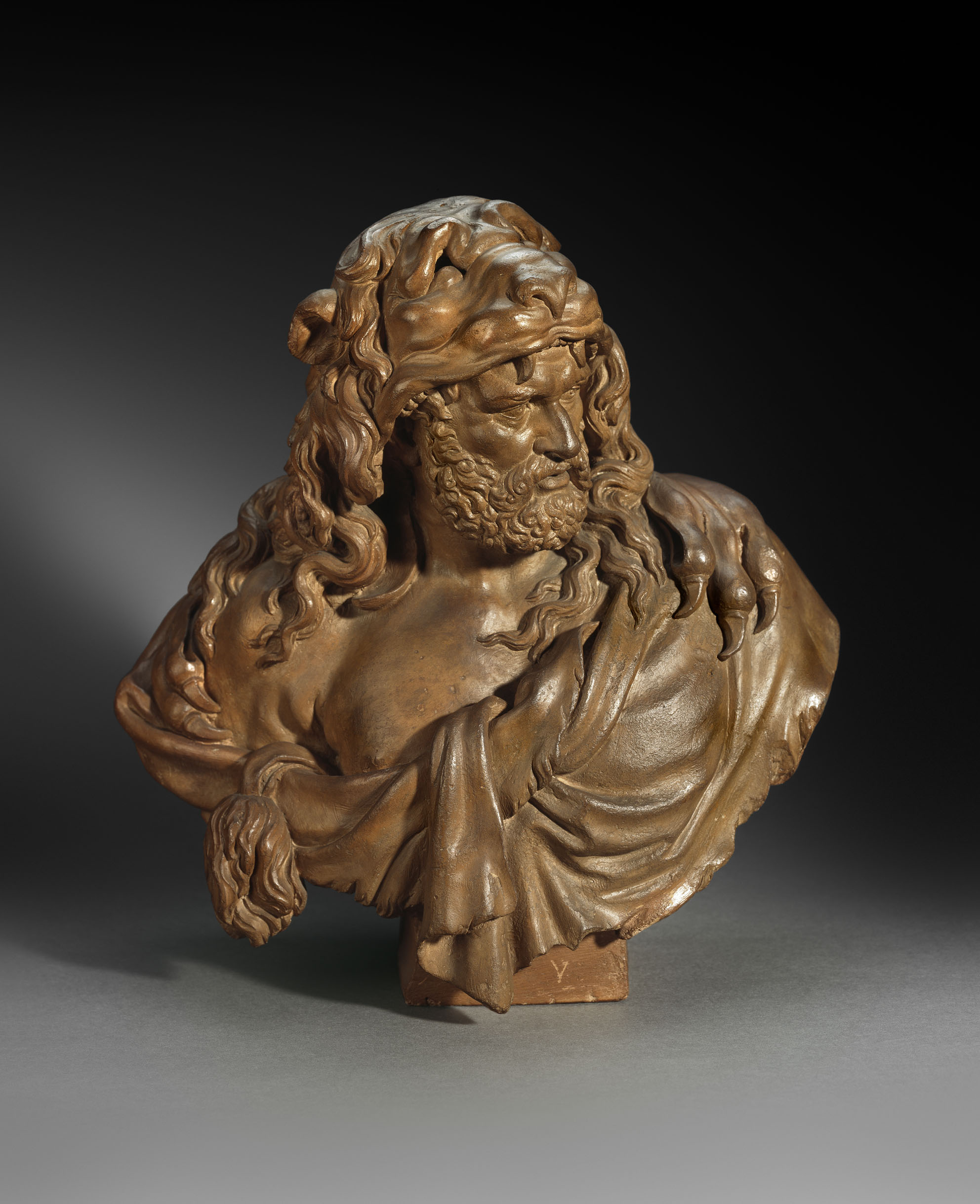
Lucas Faydherbe, Buste van Hercules (ca.1675-1685), Rubenshuis Antwerpen (bruikleen Erfgoedfonds)
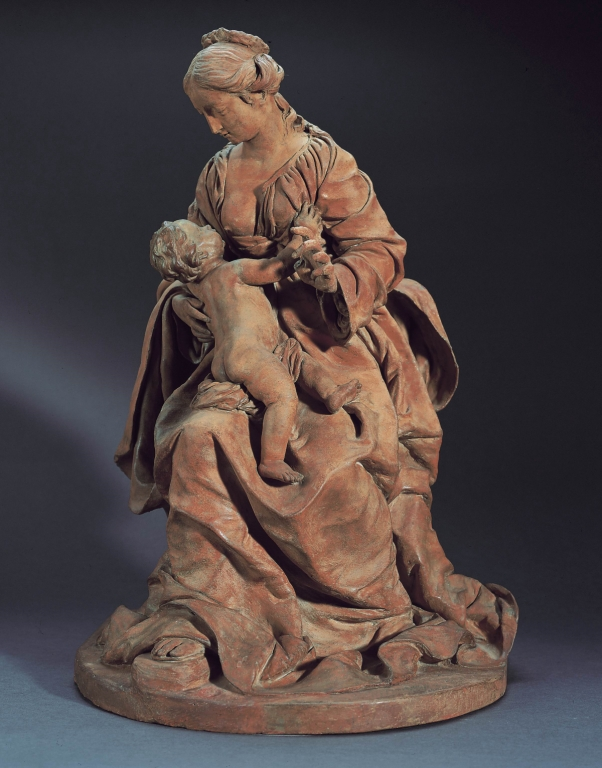
Joannes Cardon, Maria zittend met haar Kind op haar schoot, Koninklijk Museum voor Schone Kunsten Antwerpen (bruikleen Erfgoedfonds, Koning Boudewijnstichting)
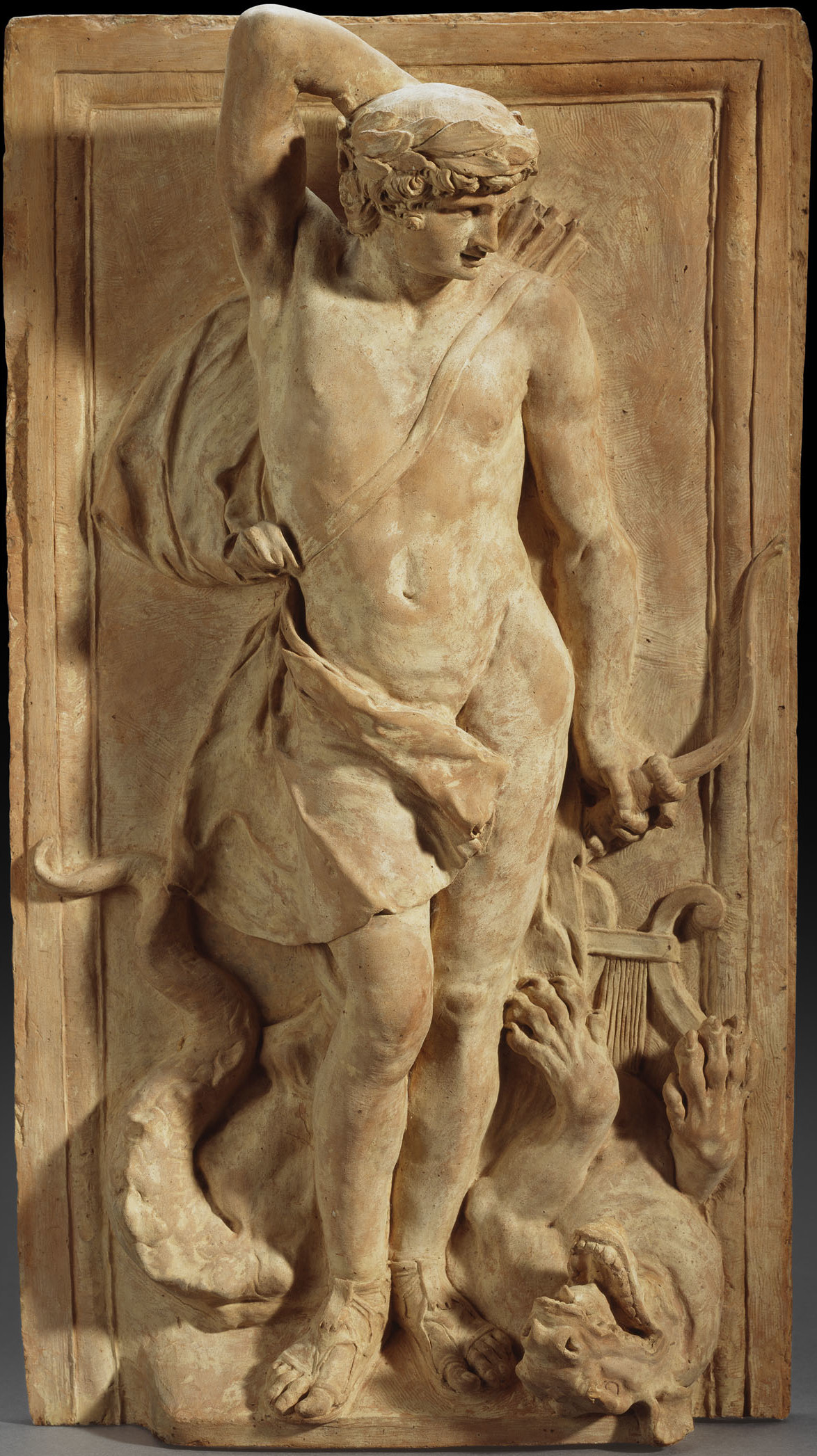
Artus Quellinus, Apollo en Python (voor 1650), Koninklijk Museum voor Schone Kunsten Antwerpen (bruikleen Erfgoedfonds, Koning Boudewijnstichting)
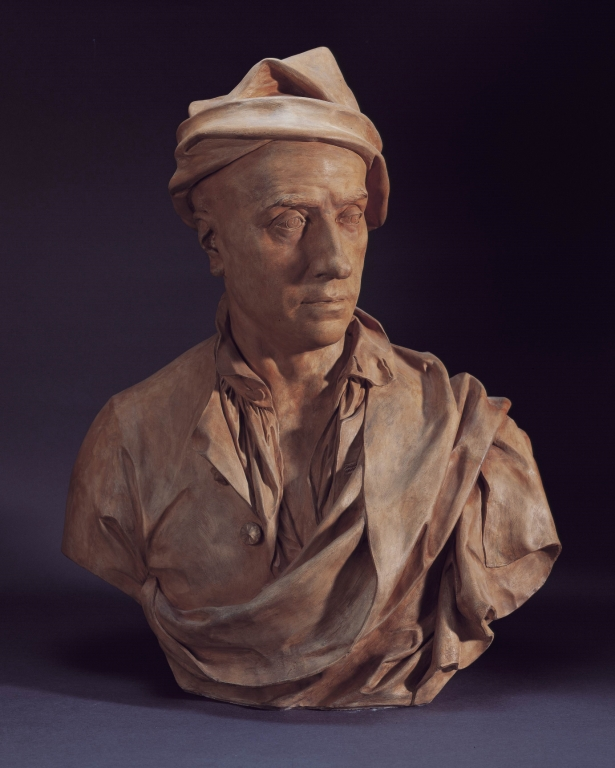
John Michael Rysbrack, Zelfportret (18e eeuw) Koninklijk Museum voor Schone Kunsten Antwerpen (bruikleen Erfgoedfonds, Koning Boudewijnstichting)
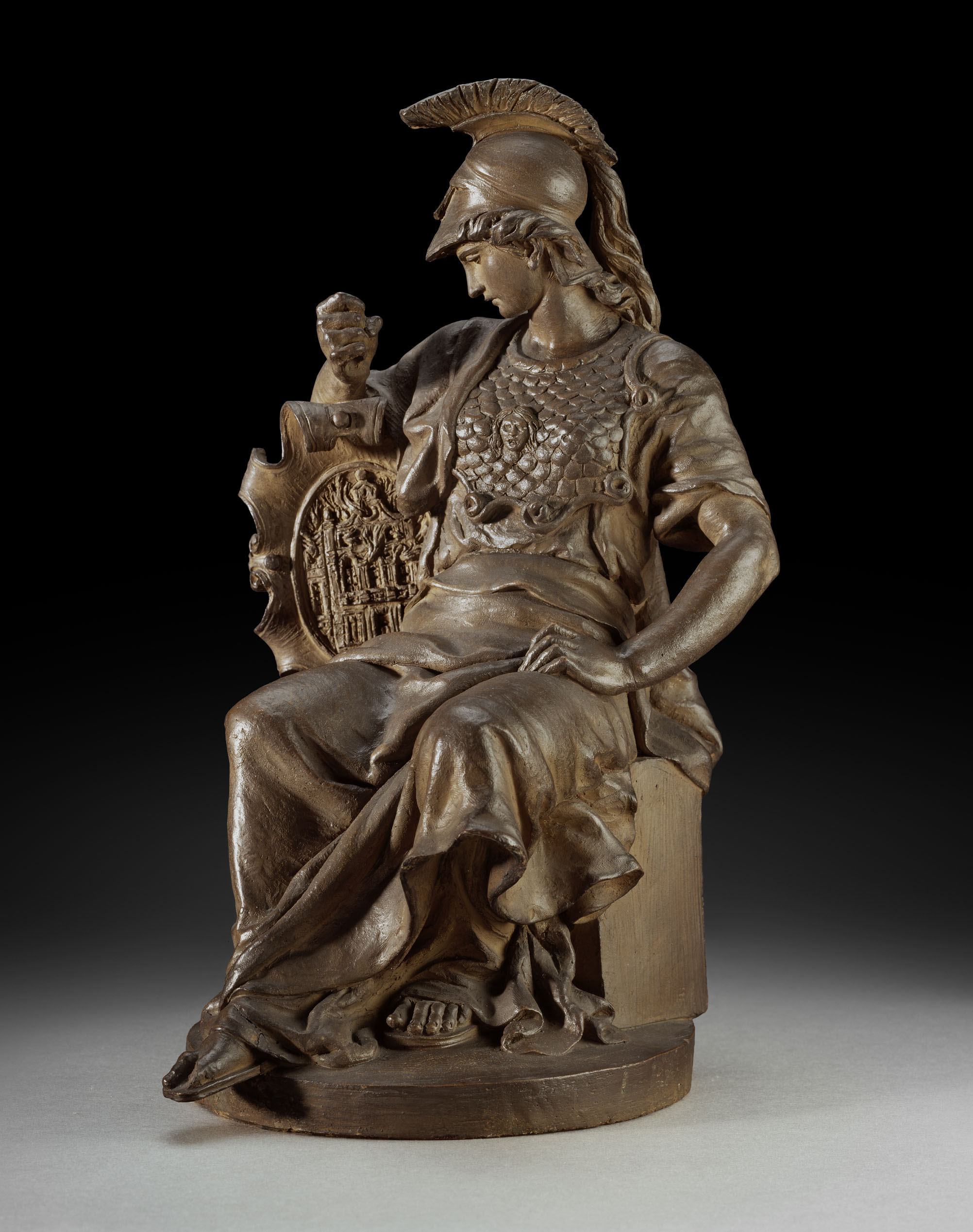
Jan Frans Deckers, Gehelmde Minerva,Koninklijk Museum voor Schone Kunsten Antwerpen (bruikleen Erfgoedfonds, Koning Boudewijnstichting)
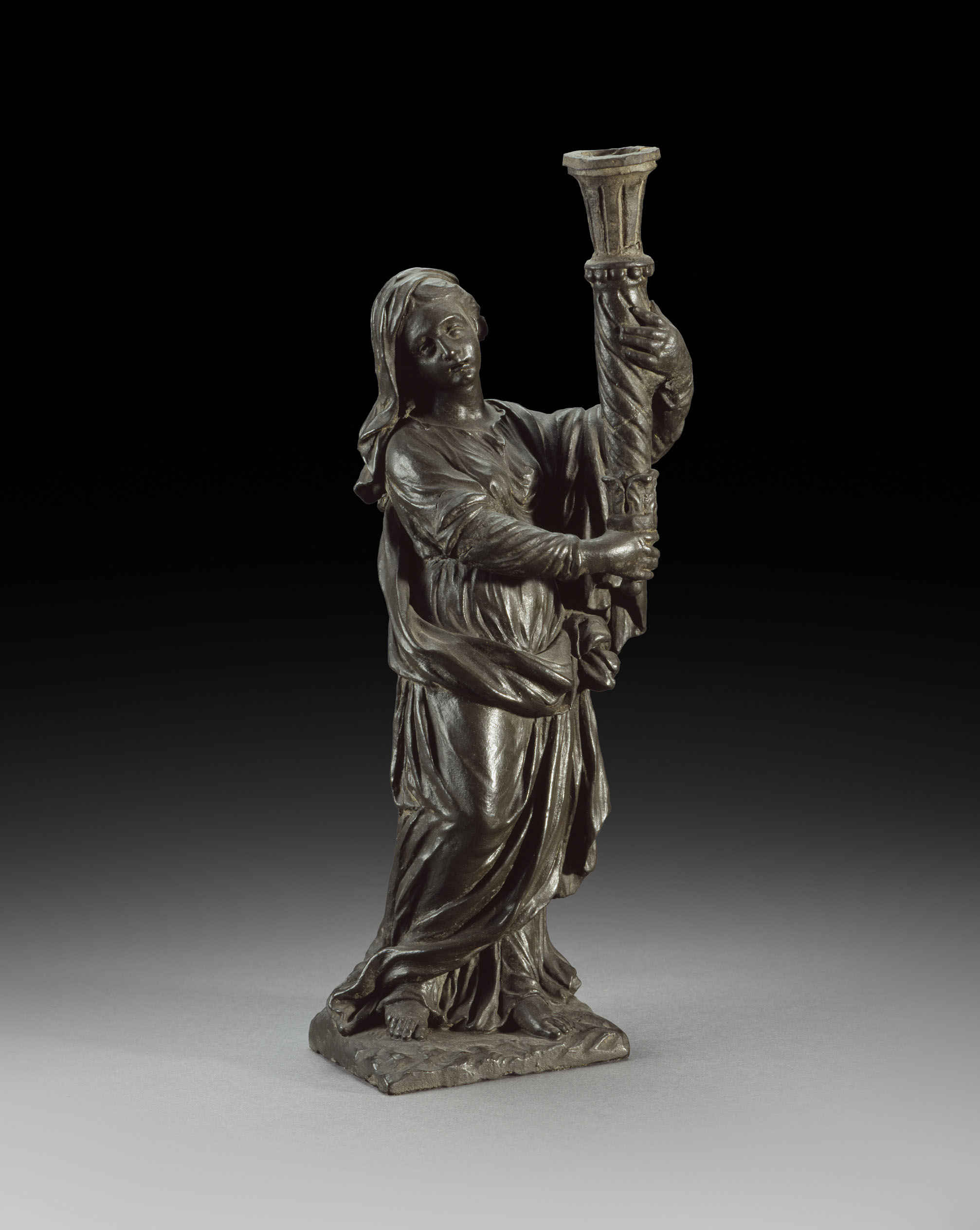
Walter Pompe, Vestaalse Maagd (ca. 1e helft 18e eeuw),Koninklijk Museum voor Schone Kunsten Antwerpen (bruikleen Erfgoedfonds, Koning Boudewijnstichting)
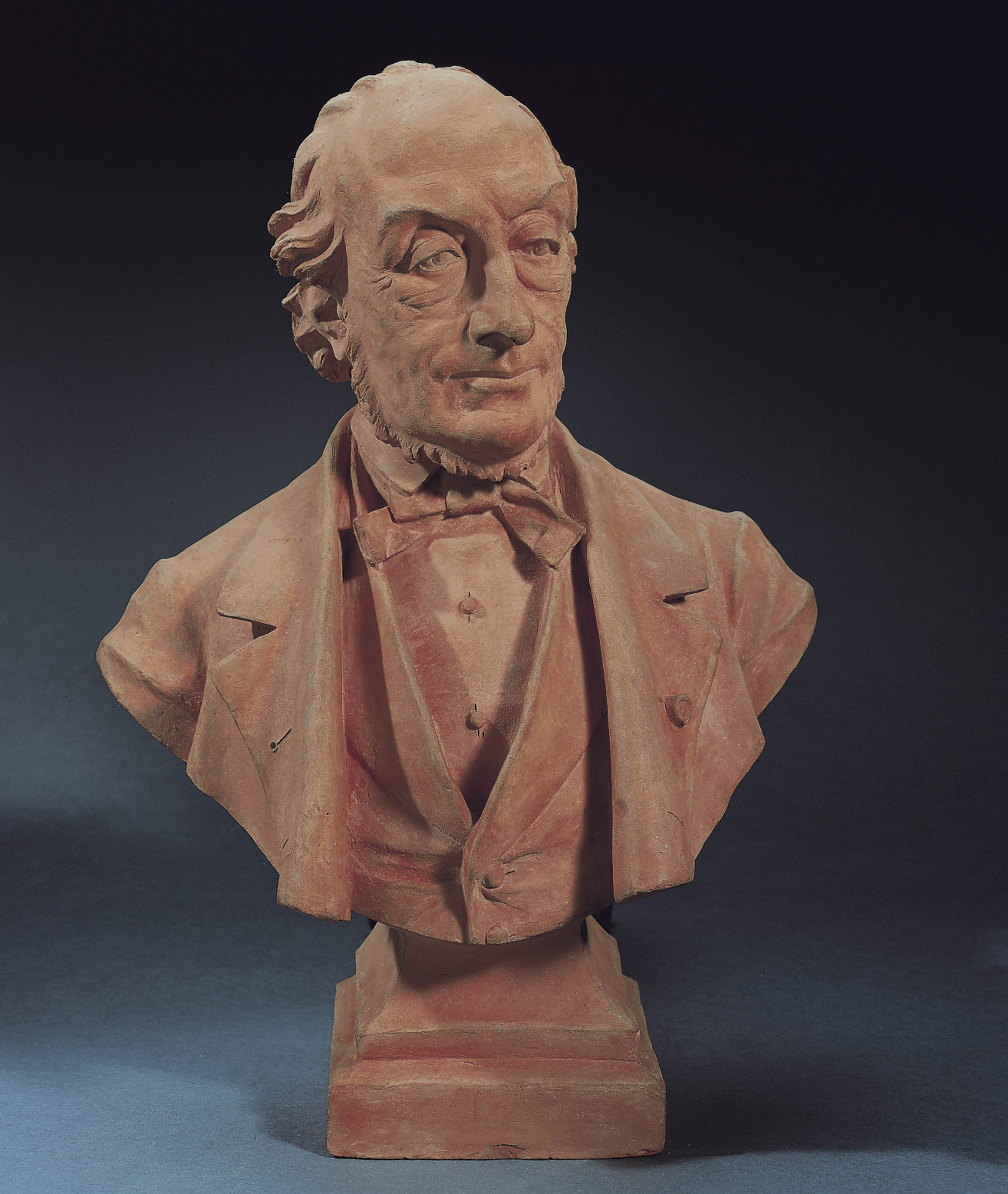
Jacques De Braekeleer, Portret van Théophile Smekens, Koninklijk Museum voor Schone Kunsten Antwerpen (bruikleen Erfgoedfonds, Koning Boudewijnstichting)
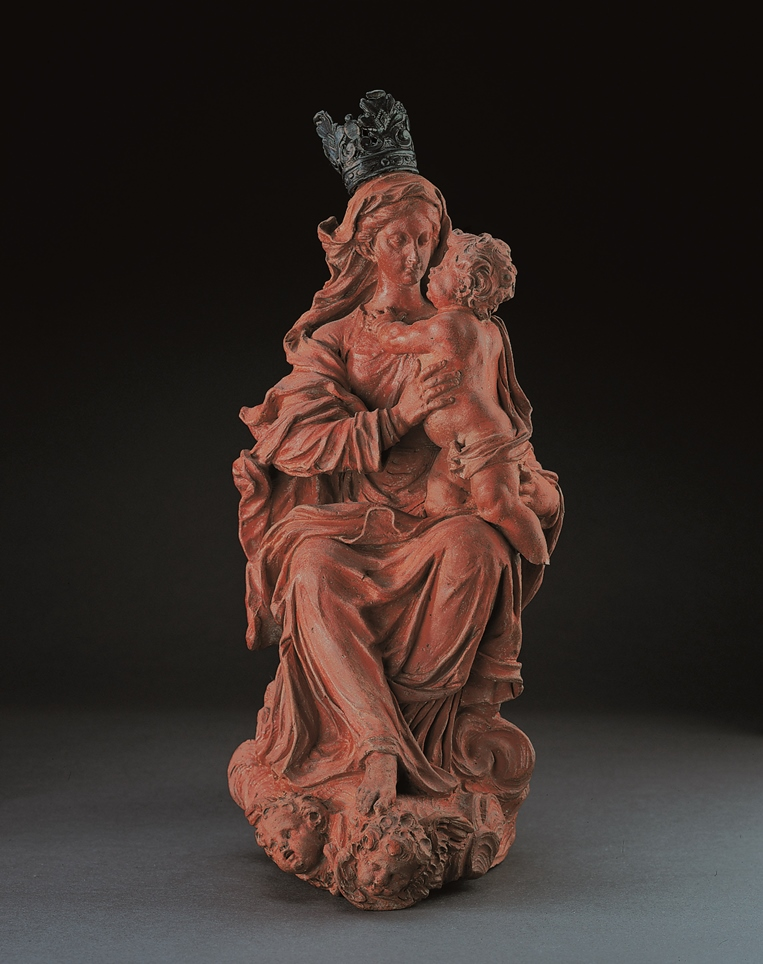
Walter Pompe, Onze-Lieve-Vrouw met het Kind op haar schoot, Koninklijk Museum voor Schone Kunsten Antwerpen (bruikleen Erfgoedfonds, Koning Boudewijnstichting)
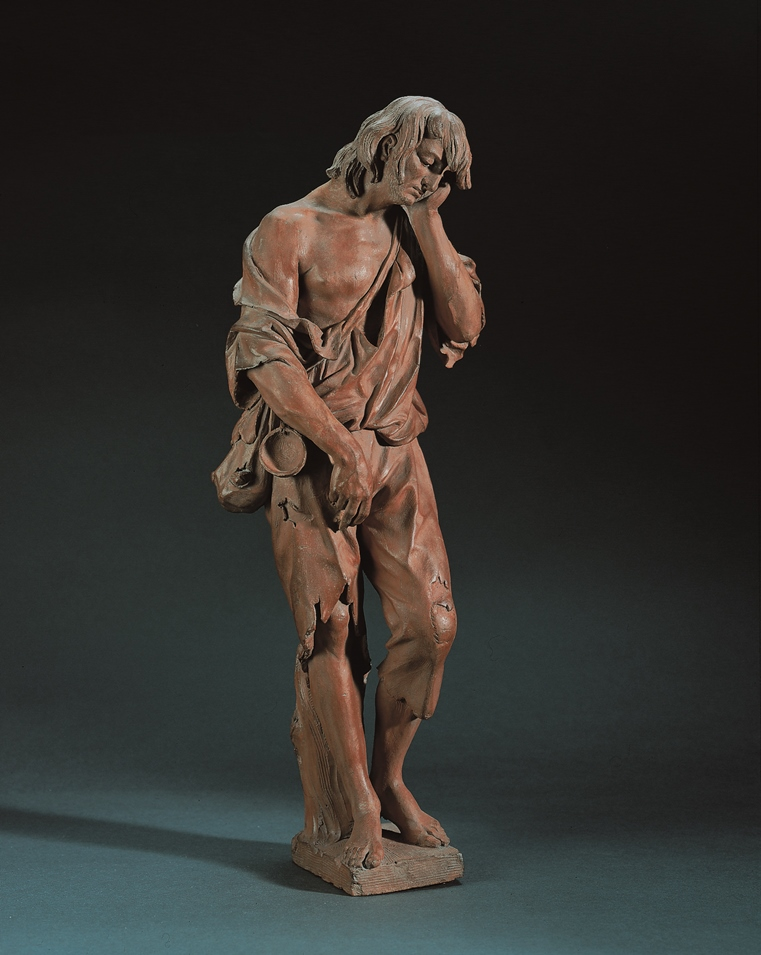
Jean-François Van Geel, De Verloren Zoon, Koninklijk Museum voor Schone Kunsten Antwerpen (bruikleen Erfgoedfonds, Koning Boudewijnstichting)
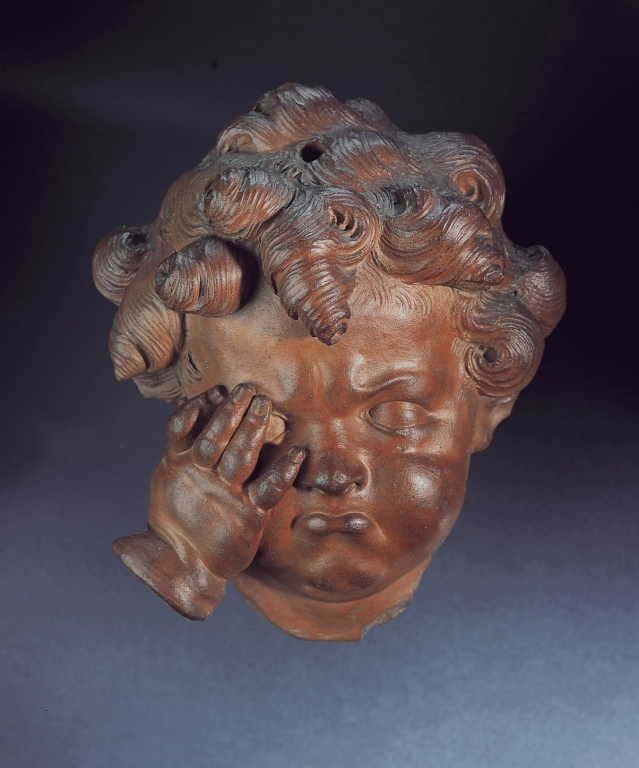
Jan Pieter van Baurscheidt de Oudere, Hoofd van een wenend kind, met de rechterhand op de wang. Koninklijk Museum voor Schone Kunsten Antwerpen (bruikleen Erfgoedfonds, Koning Boudewijnstichting)

#### Tekeningen
Charles Van Herck legde naast sculpturen ook een grote collectie ontwerptekeningen aan. De thematiek hiervan varieert van zowel religieuze naar profane context gaande van ontwerpen voor altaars, grafmonumenten en andere architecturale structuren tot voorstudies voor sculpturen en decoraties.

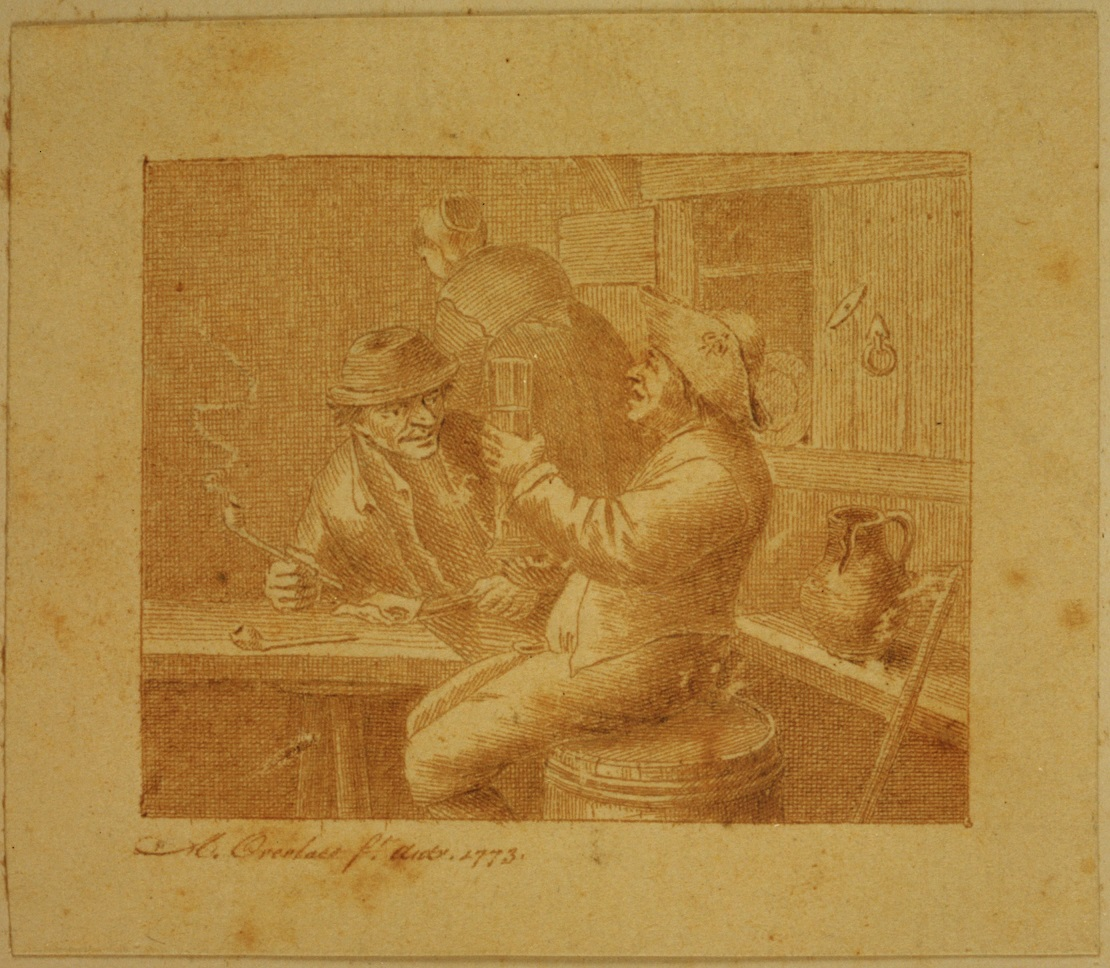
Antoon Overlaet, Herbergtafereel, Museum Plantin-Moretus (bruikleen Erfgoedfonds)
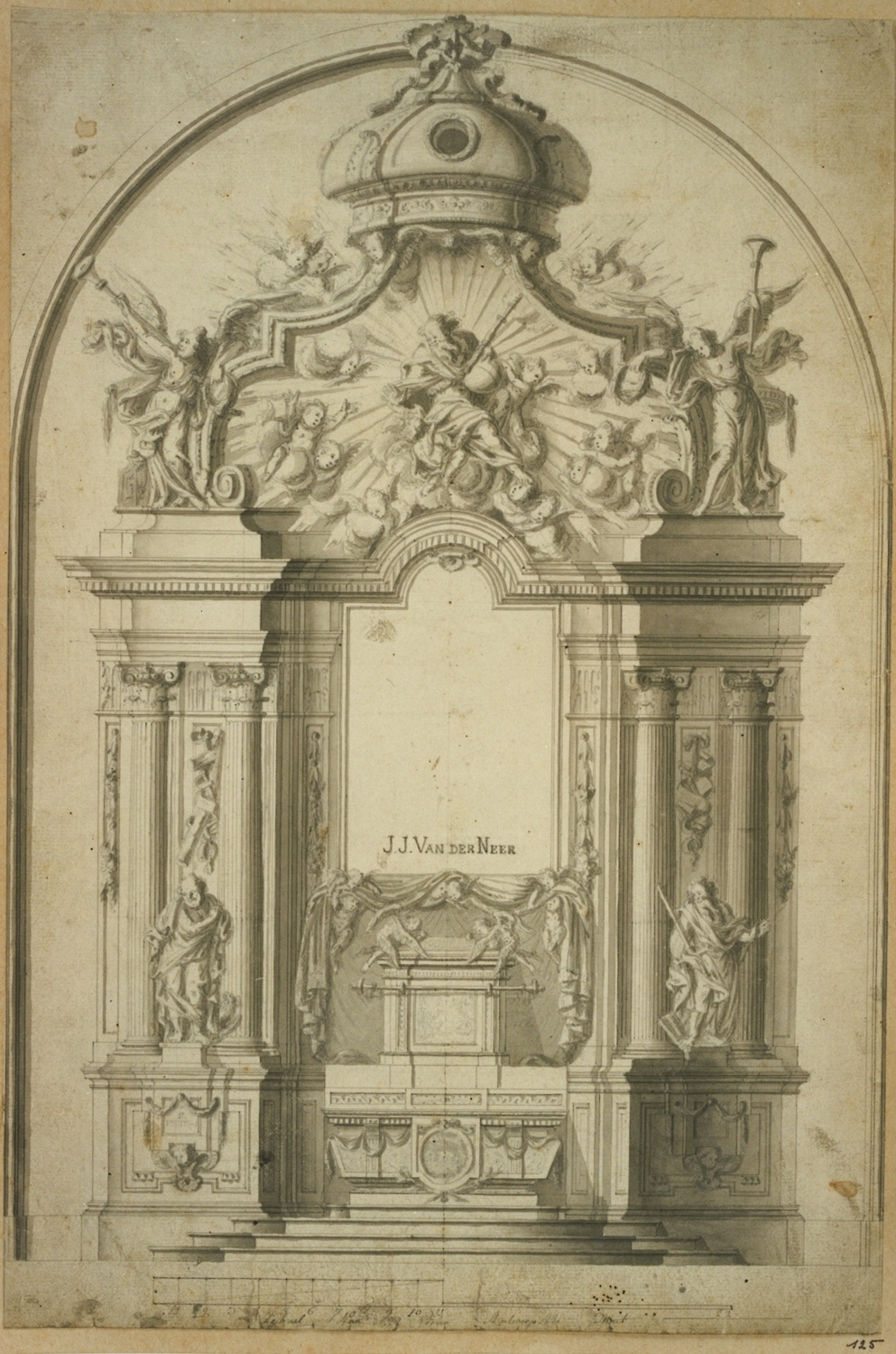
J.J. van der Neer, Ontwerp voor een altaar, Museum Plantin-Moretus (bruikleen Erfgoedfonds)
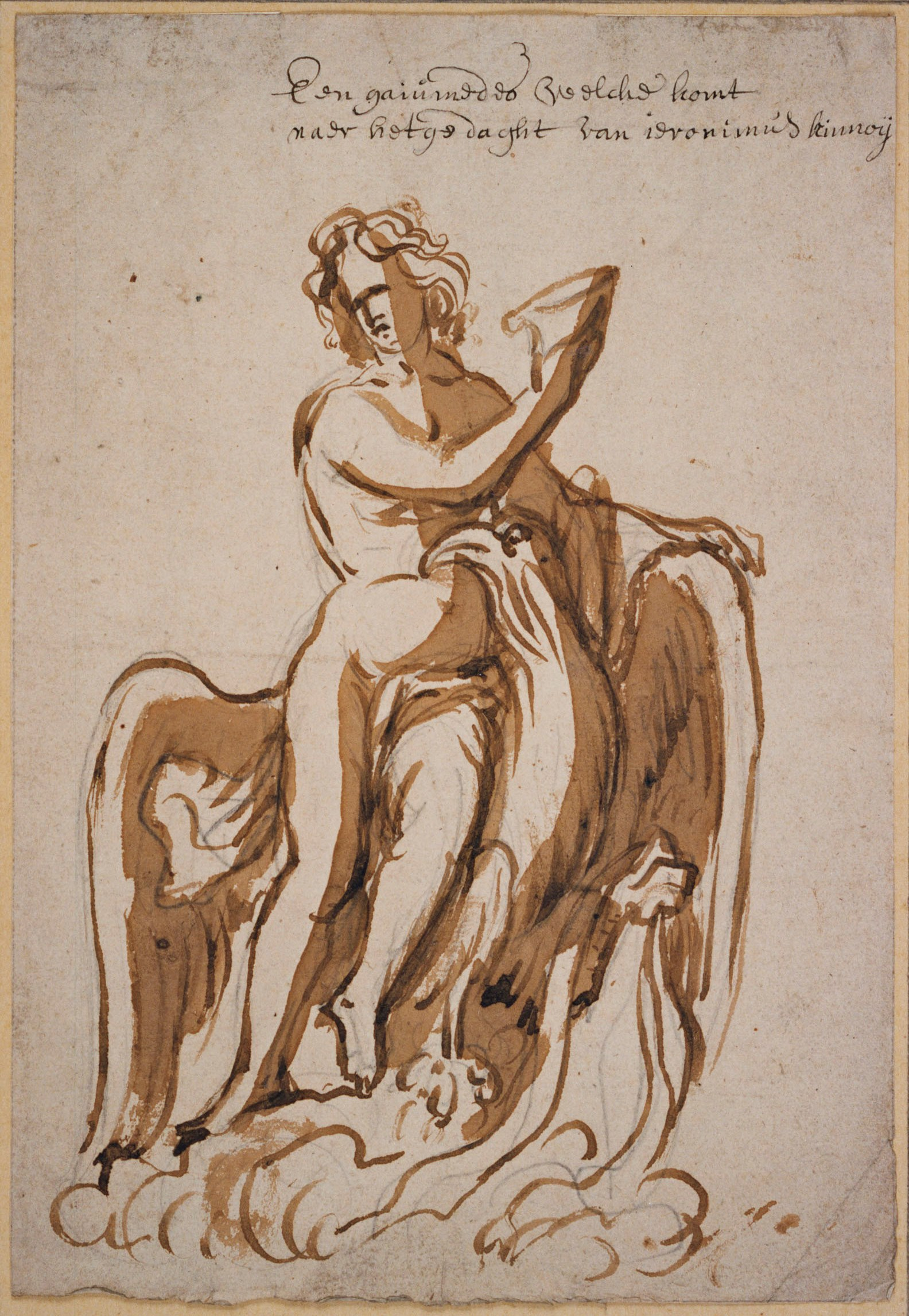
Hiëronymus Duquesnoy de Jonge, De ontvoering van Ganymedes, Museum Plantin-Moretus (bruikleen Erfgoedfonds)
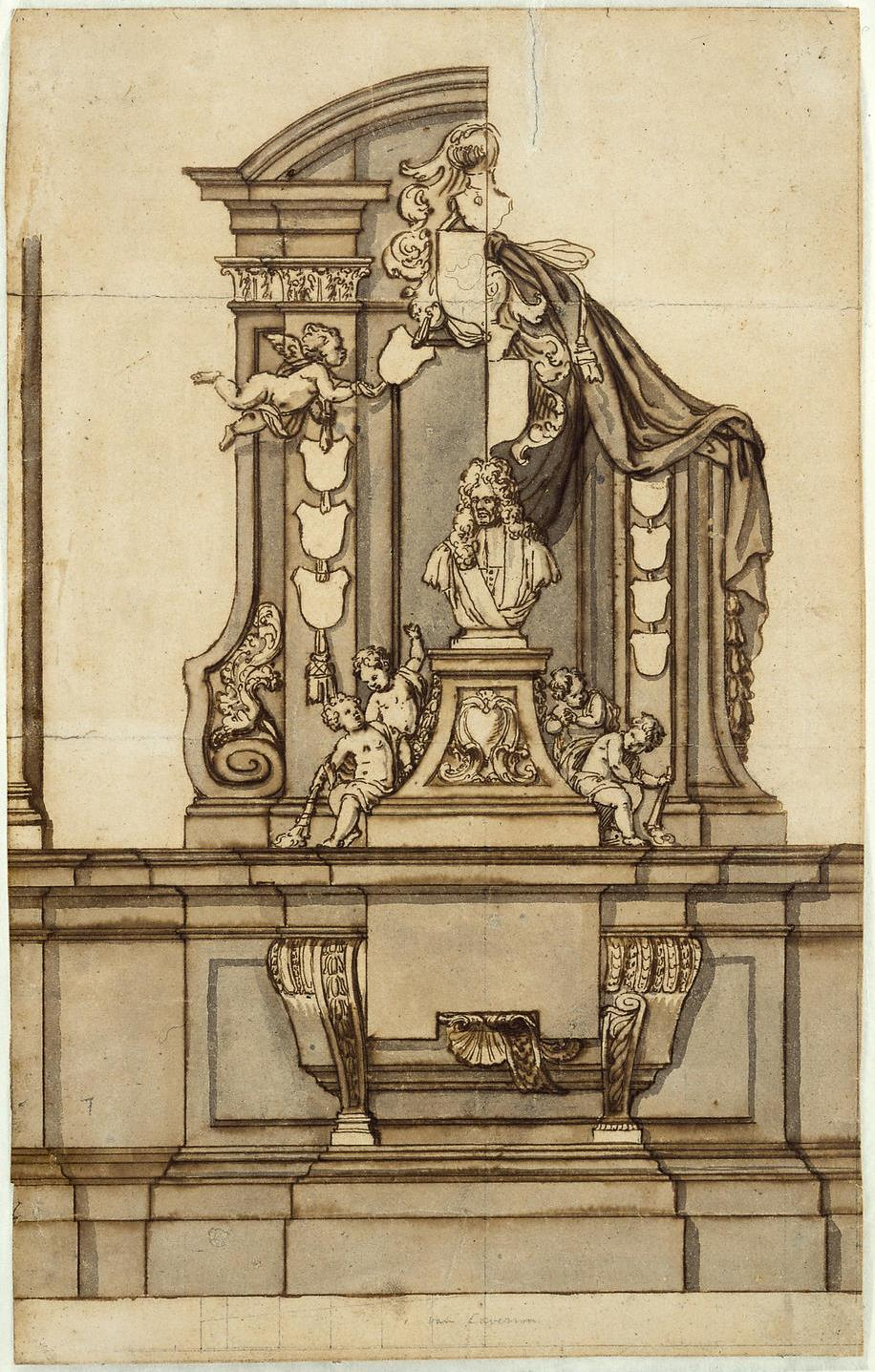
Michiel van der Voort, Ontwerp voor het grafmonument van Jacobus Franciscus van Caverson, Museum Plantin-Moretus (bruikleen Erfgoedfonds)
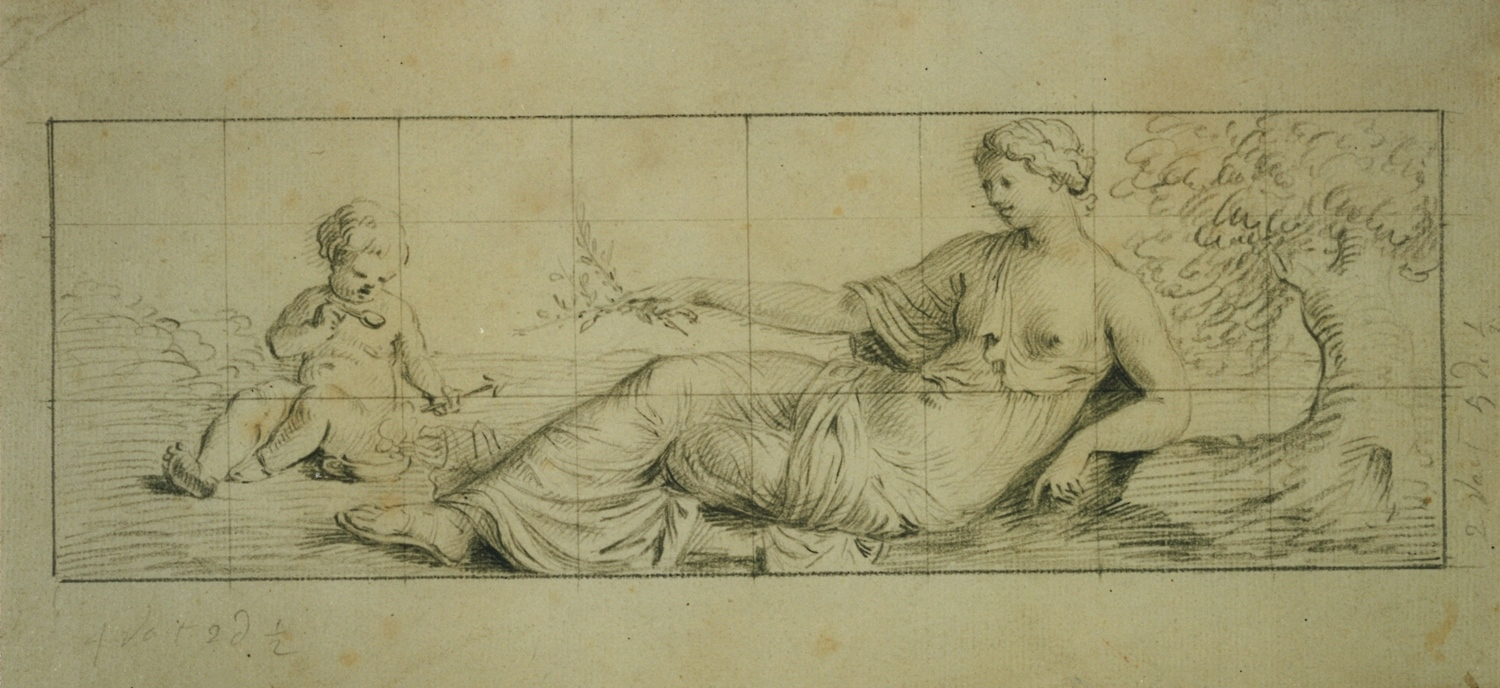
Daniël Herreyns, Tekening van de Middag, Museum Plantin-Moretus (bruikleen Erfgoedfonds)
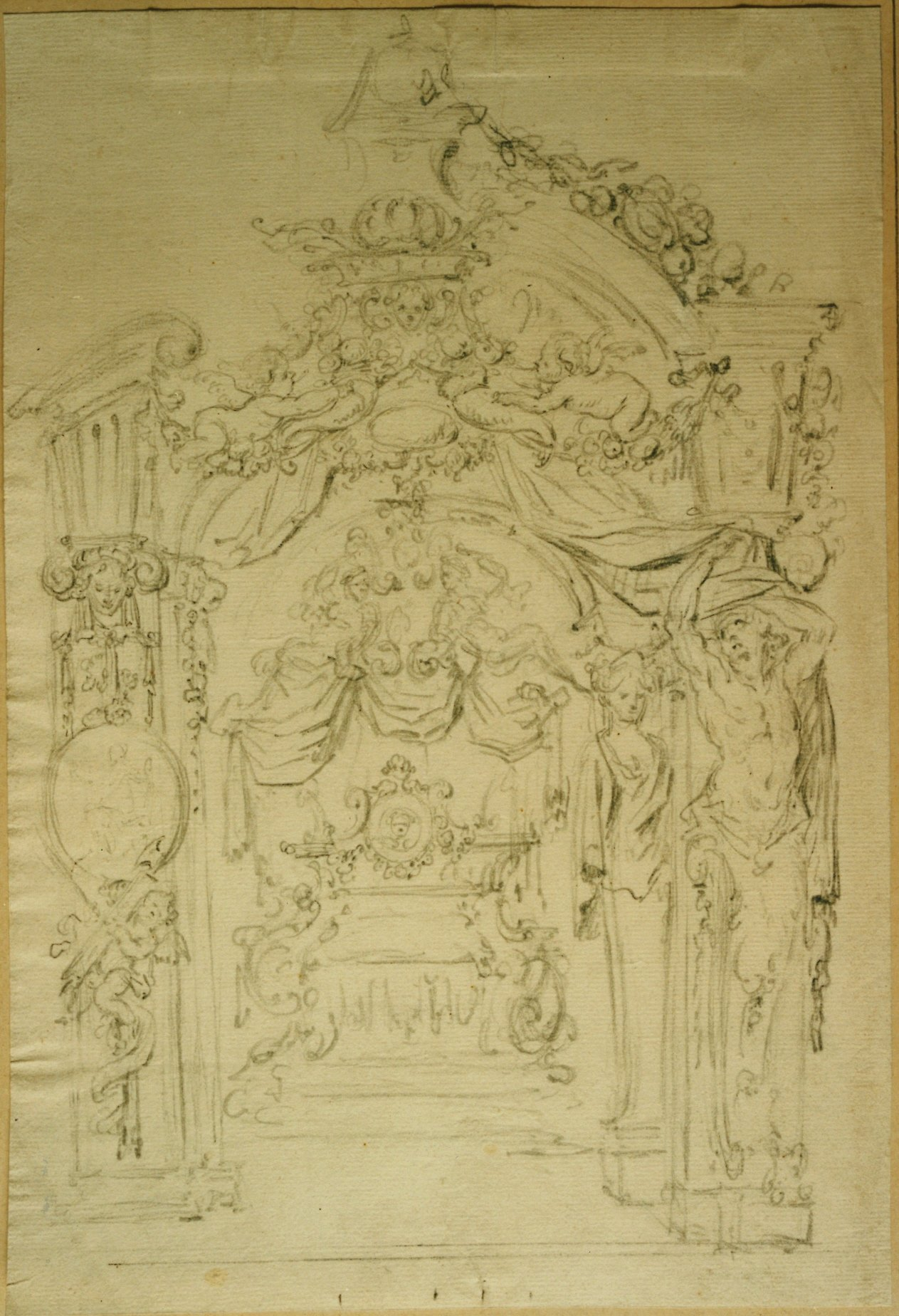
Willem Herreyns, Ontwerp voor een troon of voor een praalbed, Museum Plantin-Moretus (bruikleen Erfgoedfonds)
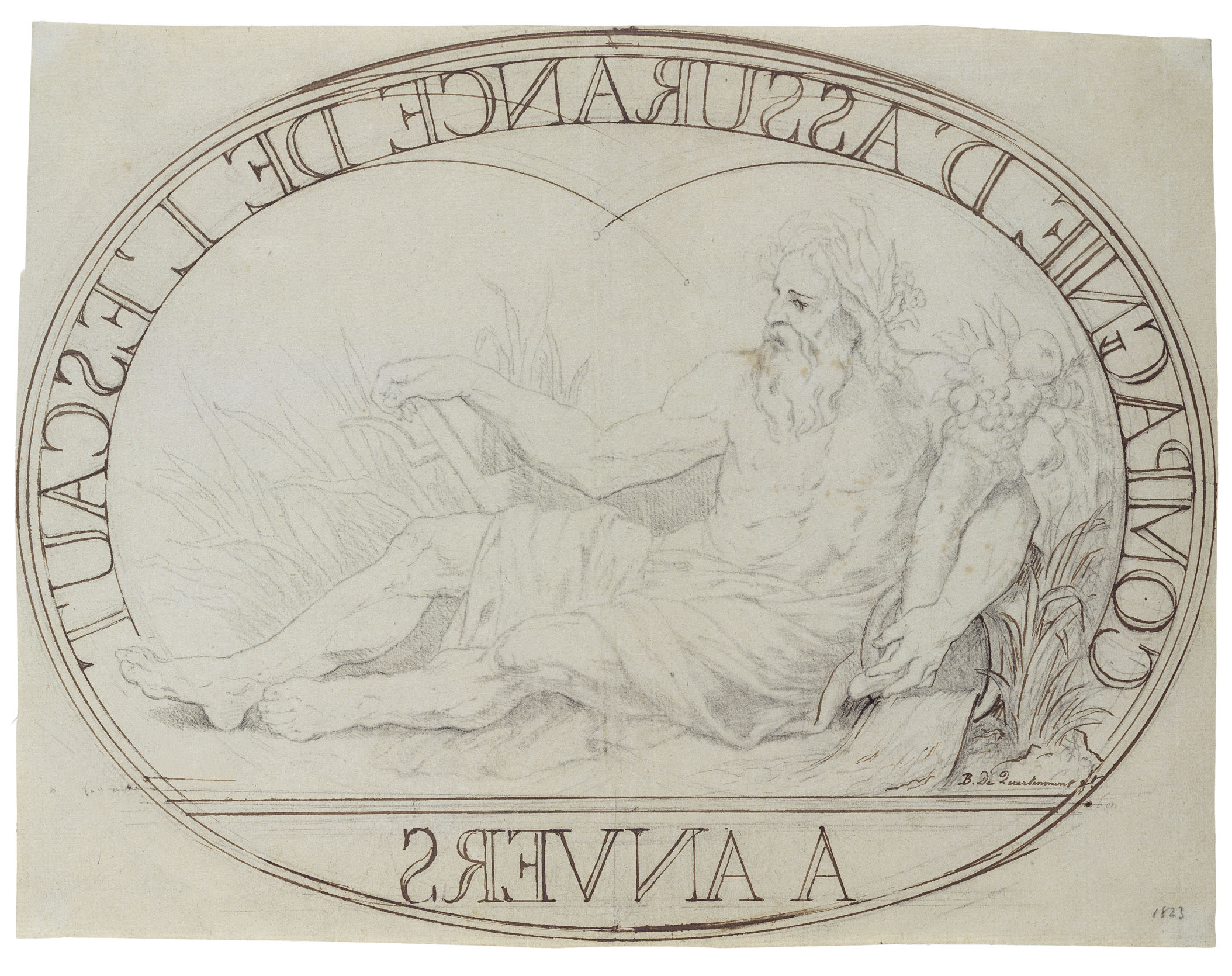
Andreas Bernardus de Quertenmont, Ontwerp voor een ovalen plaat met de stroomgod Scaldis, Museum Plantin-Moretus (bruikleen Erfgoedfonds)

#### De Collectie na 1996
In 1996 en 1997 werd een groot deel van de collectie tekeningen (1996) en terracotta's (1997) verworven door het Erfgoedfonds. De collectie bestaat uit meer dan 700 tekeningen en 110 terracotta's uit de 17e tot en met de 19e eeuw. In 2000 werd de collectie in bruikleen verdeeld onder drie Antwerpse kunstmusea. De terracotta's bevinden zich in het Koninklijk Museum voor Schone Kunsten Antwerpen waar bij opening van het nieuwe museum een gehele zaal gewijd zal zijn aan een selectie bozetti. De buste van Hercules van Lucas Faydherbe werd ondergebracht in het Rubenshuis en de tekeningen bevinden zich in het Museum Plantin-Moretus. Sindsdien reisde de collectie binnen Europa met tentoonstellingen in Rome en het Bonnefantenmuseum te Maastricht.